# إدغار دوس باسوس بينتو
إدغار دوس باسوس بينتو هو لاعب كرة قدم برازيلي في مركز الدفاع، ولد في 18 يونيو 1991 في ساو باولو في البرازيل. لعب مع أتلتيكو باراناينسي.

## وصلات خارجية
- إدغار دوس باسوس بينتو على موقع قاعدة بيانات كرة القدم.إي يو (الإنجليزية)
- إدغار دوس باسوس بينتو على موقع Soccerway.com (الإنجليزية)